# Wallingford (Vermont, statisztikai település)
Wallingford statisztikai település az USA Vermont államában, Rutland megyében. Lakosainak száma 818 fő (2020. április 1.).

## Népesség
A település népességének változása:

| 2010 | 830 |
| 2020 | 818 |